# Quận Davie, North Carolina
Quận Davie là một quận nằm ở tiểu bang Bắc Carolina.  Tại thời điểm năm 2000, quận có dân số 34.835 người. Quận lỵ đóng ở Mocksville6.
Quận được lập năm 1836 từ quận Rowan.  Quận đã được đặt tên theo William R. Davie, thống đốc bang Bắc Carolina]] từ năm 1798 đến 1799.

## Địa lý
Theo Cục điều tra dân số Hoa Kỳ, quận có tổng diện tích 267 dặm Anh vuông (691 km²), trong đó, 265 dặm Anh vuông (687 km²) là diện tích đất và 2 dặm Anh vuông (4 km²) trong tổng diện tích (0,64%) là diện tích mặt nước.

### Các thị trấn
Quận được chia thành 7 xã: Calahaln, Clarksville, Farmington, Fulton, Jerusalem, Mocksville, và Shady Grove.

### Các quận giáp ranh
- Quận Yadkin, Bắc Carolina - Bắc
- Quận Forsyth, Bắc Carolina - Đông bắc
- Quận Davidson, Bắc Carolina - Đông nam
- Quận Rowan, Bắc Carolina - Nam
- Quận Iredell, Bắc Carolina - Tây

## Thông tin nhân khẩu
Theo cuộc điều tra dân số2 tiến hành năm 2000, quận này có dân số 34.835 người, 13.750 hộ, và 10,257 gia đình sinh sống trong quận này. Mật độ dân số là 131 người trên mỗi dặm Anh vuông (51/km²). Đã có 14.953 đơn vị nhà ở với một mật độ bình quân là 56 trên mỗi dặm Anh vuông (22/km²).  Cơ cấu chủng tộc của dân cư sinh sống tại quận này gồm 90,44% người da trắng, 6,80% người da đen hoặc người Mỹ gốc Phi, 0,23% người thổ dân châu Mỹ, 0,31% người gốc châu Á, 0,02% người các đảo Thái Bình Dương, 1,31% từ các chủng tộc khác, và 0,89% từ hai hay nhiều chủng tộc.  3,47% dân số là người Hispanic hoặc người Latin thuộc bất cứ chủng tộc nào.
Có 13,750 hộ trong đó có 32,70% có con cái dưới tuổi 18 sống chung với họ, 61,40% là những cặp kết hôn sinh sống với nhau, 9,20% có một chủ hộ là nữ không có chồng sống cùng, và 25,40% là không gia đình. 22,20% trong tất cả các hộ gồm các cá nhân và 9,70% có người sinh sống một mình và có độ tuổi 65 tuổi hay già hơn.  Quy mô trung bình của hộ là 2,51 còn quy mô trung bình của gia đình là 2,91,
Phân bố độ tuổi của cư dân sinh sống trong huyện là 24,30% dưới độ tuổi 18, 7,10% từ 18 đến 24, 29,40% từ 25 đến 44, 25,50% từ 45 đến 64, và 13,80% người có độ tuổi 65 tuổi hay già hơn.  Độ tuổi trung bình là 38 tuổi. Cứ mỗi 100 nữ giới thì có 97,00 nam giới. Cứ mỗi 100 nữ giới có độ tuổi 18 và lớn hơn thì, có 94,00 nam giới.
Thu nhập bình quân của một hộ ở quận này là $40.174, và thu nhập bình quân của một gia đình ở quận này là $47.699, Nam giới có thu nhập bình quân $33.179 so với mức thu nhập $24.632 đối với nữ giới. Thu nhập bình quân đầu người của quận là $21.359, Khoảng 6,40% gia đình và 8,60% dân số sống dưới ngưỡng nghèo, bao gồm 10,20% những người có độ tuổi 18 và 11,30% là những người 65 tuổi hoặc già hơn.

## Thành phố và Thị trấn
- Bermuda Run
- Cooleemee
- Mocksville